# Doornse Kaap
De Doornse Kaap is een heuvel in de gemeente Utrechtse Heuvelrug in de Nederlandse provincie Utrecht. De heuvel ligt ten noordoosten van Doorn in de Kaapse Bossen en maakt onderdeel uit van de stuwwal Utrechtse Heuvelrug.
De kaap heeft een hoogte van ongeveer 53 meter. Op de top staat een uitzichttoren van 25,6 m hoog: De Kaap. Ongeveer 200 meter ten westen van de uitzichttoren bevindt zich de Doornse Kei.
Verder naar het oosten liggen de heuvels Ruiterberg (met daarop de buitenplaats De Ruiterberg), de Foldocusheuvel met het graf van de familie Godin ten zuiden van huis Maarsbergen en de Darthuizerberg. Naar het noorden ligt Huis te Maarn, theehuis Helenaheuvel op de Sint-Helenaheuvel en de Zonheuvel. Verder naar het noordwesten liggen de Maarnse Berg en het zwerfsteneneiland. In het zuidwesten ligt het Doornse Gat.

## Geschiedenis
Rond 1750 werd het gebied gekocht door de familie Swellengrebel die terug was gekomen van de Zuid-Afrikaanse Kaap. Het gebied bestond toen uit heide en zandverstuivingen en kreeg van de familie de naam Kaapse Bossen.
Al in 1890 werd de eerste houten uitzichttoren hier gebouwd, die in 1906 werd vervangen door een ijzeren toren welke tot 1958 stand heeft gehouden. Daarnaast was er van 1932 tot 1970 nog een tweede uitzichttoren. Vervolgens werd er in 1991 een houten uitkijktoren gebouwd met een hoogte van 19 meter. Deze werd in 2006 geheel vernieuwd en verhoogd tot 25 meter.

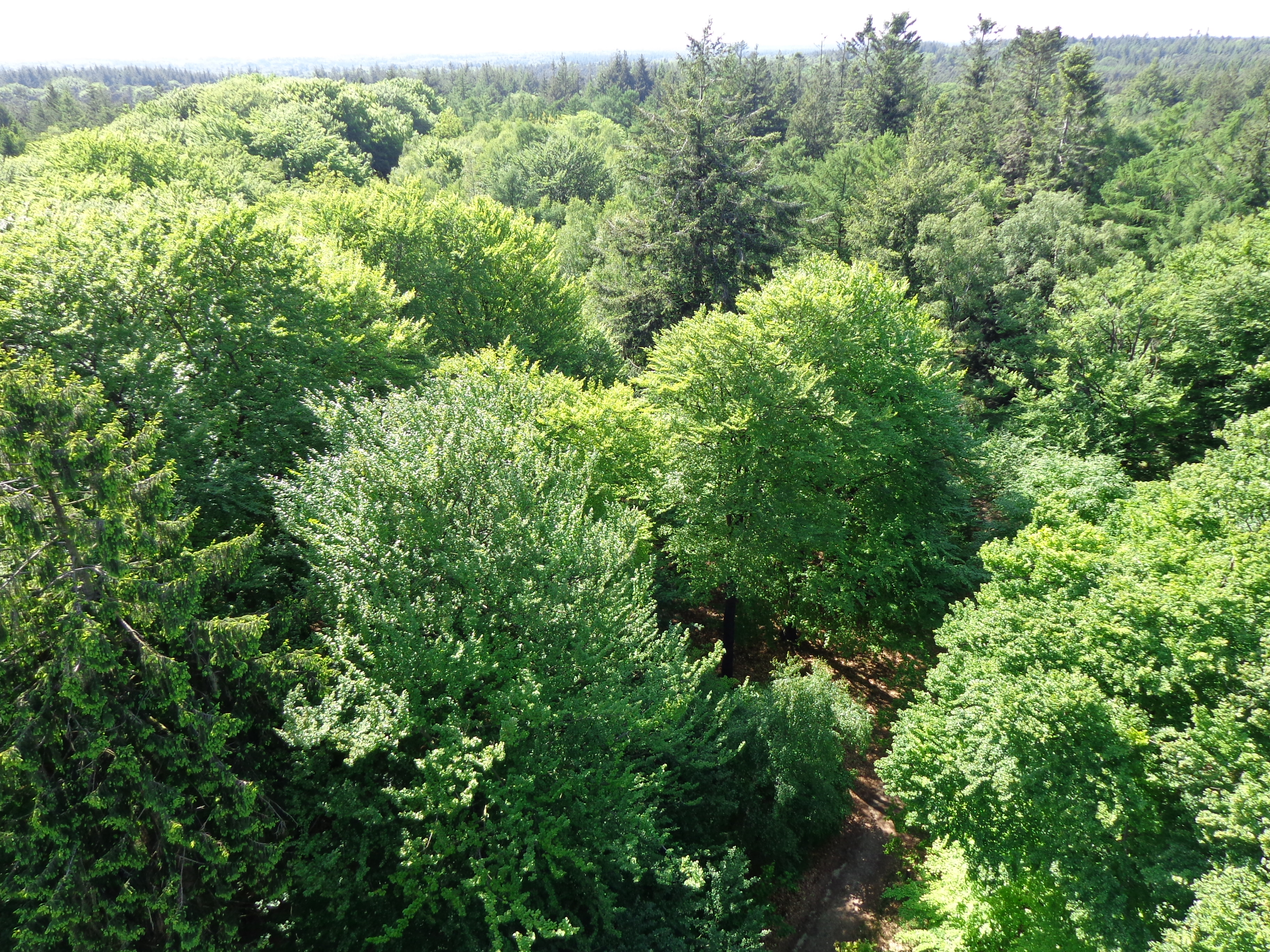
Uitzicht vanaf de uitzichttoren
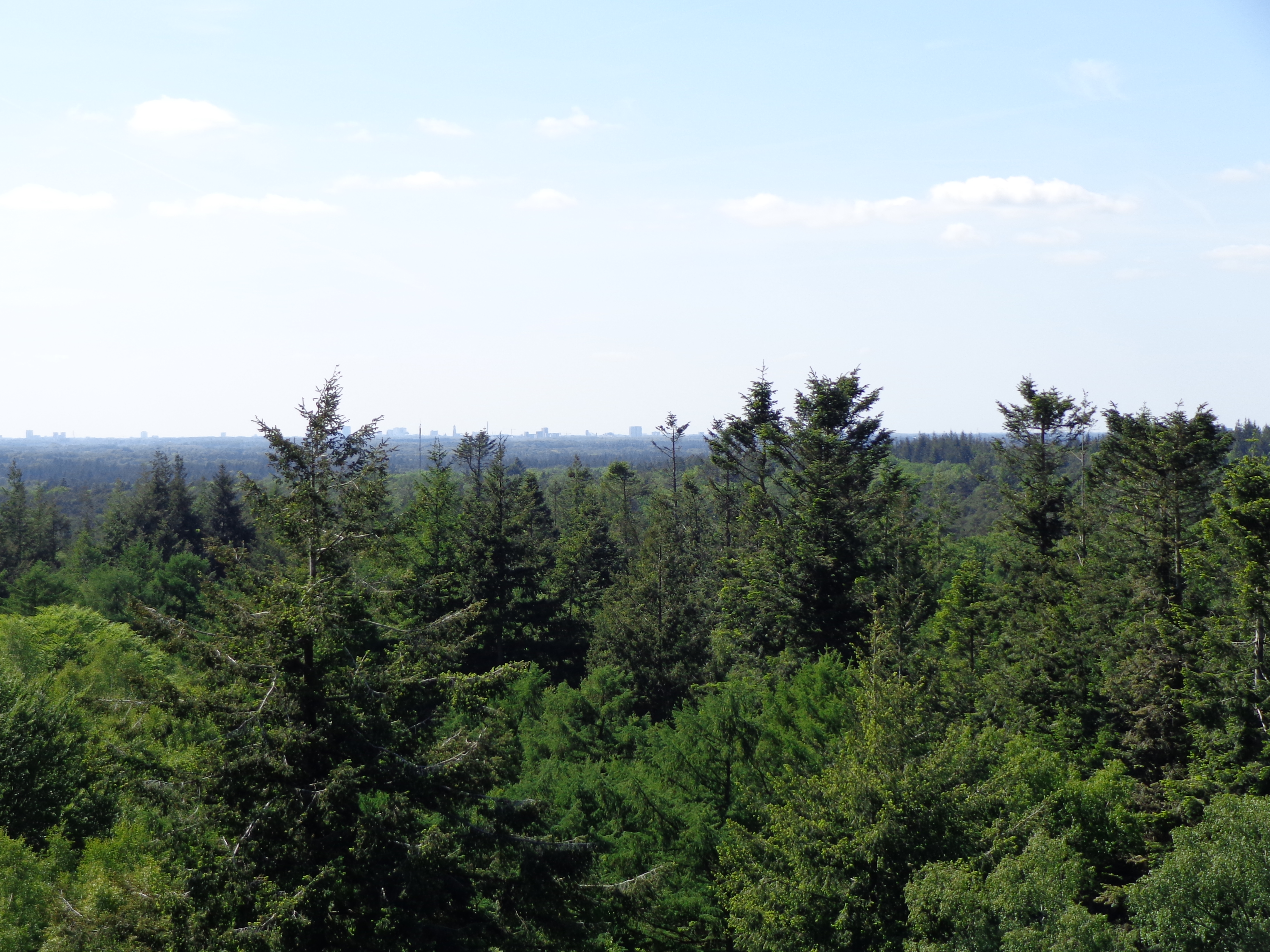
Kijkende richting Utrecht
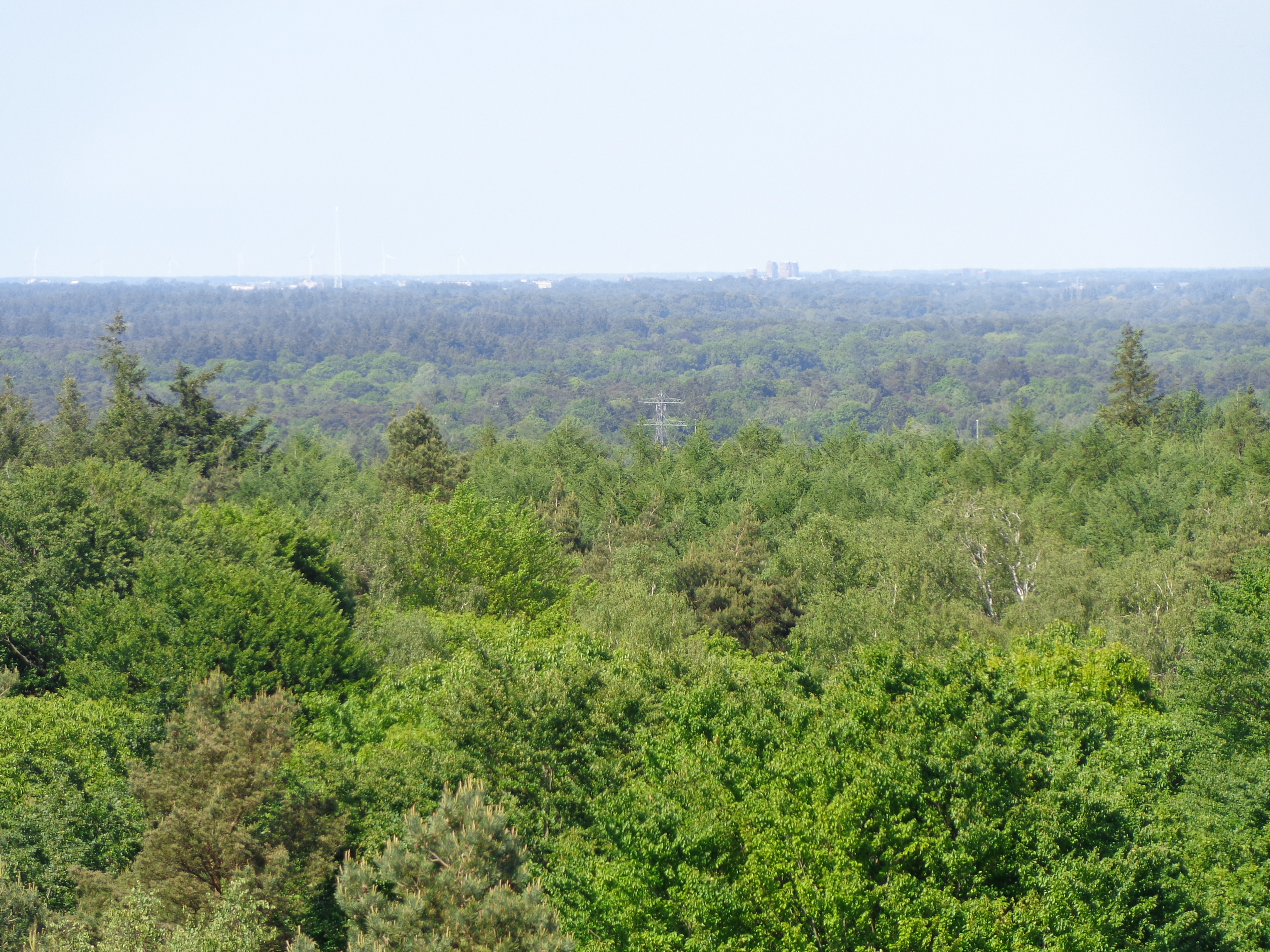
Kijkende richting Amersfoort
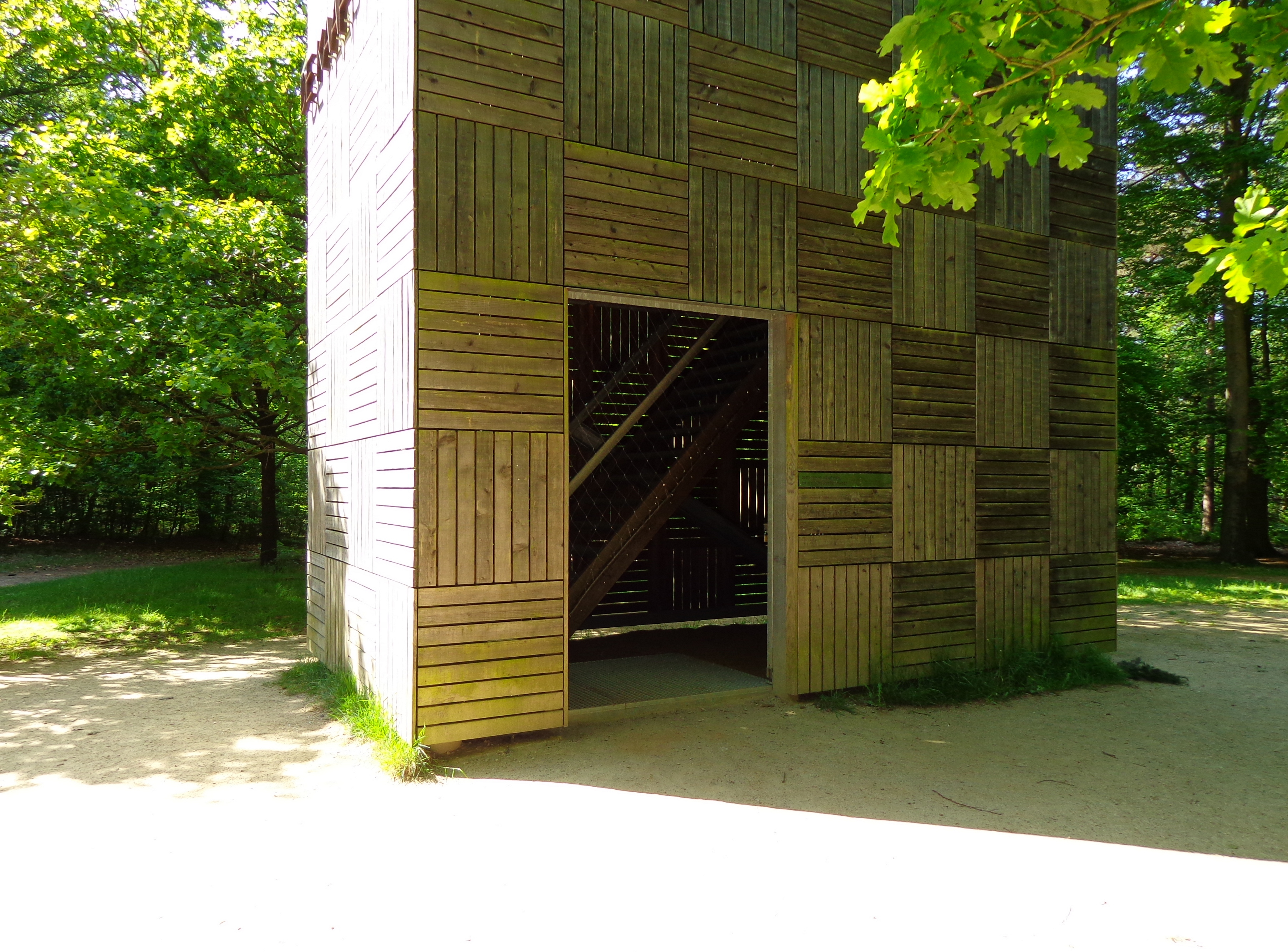
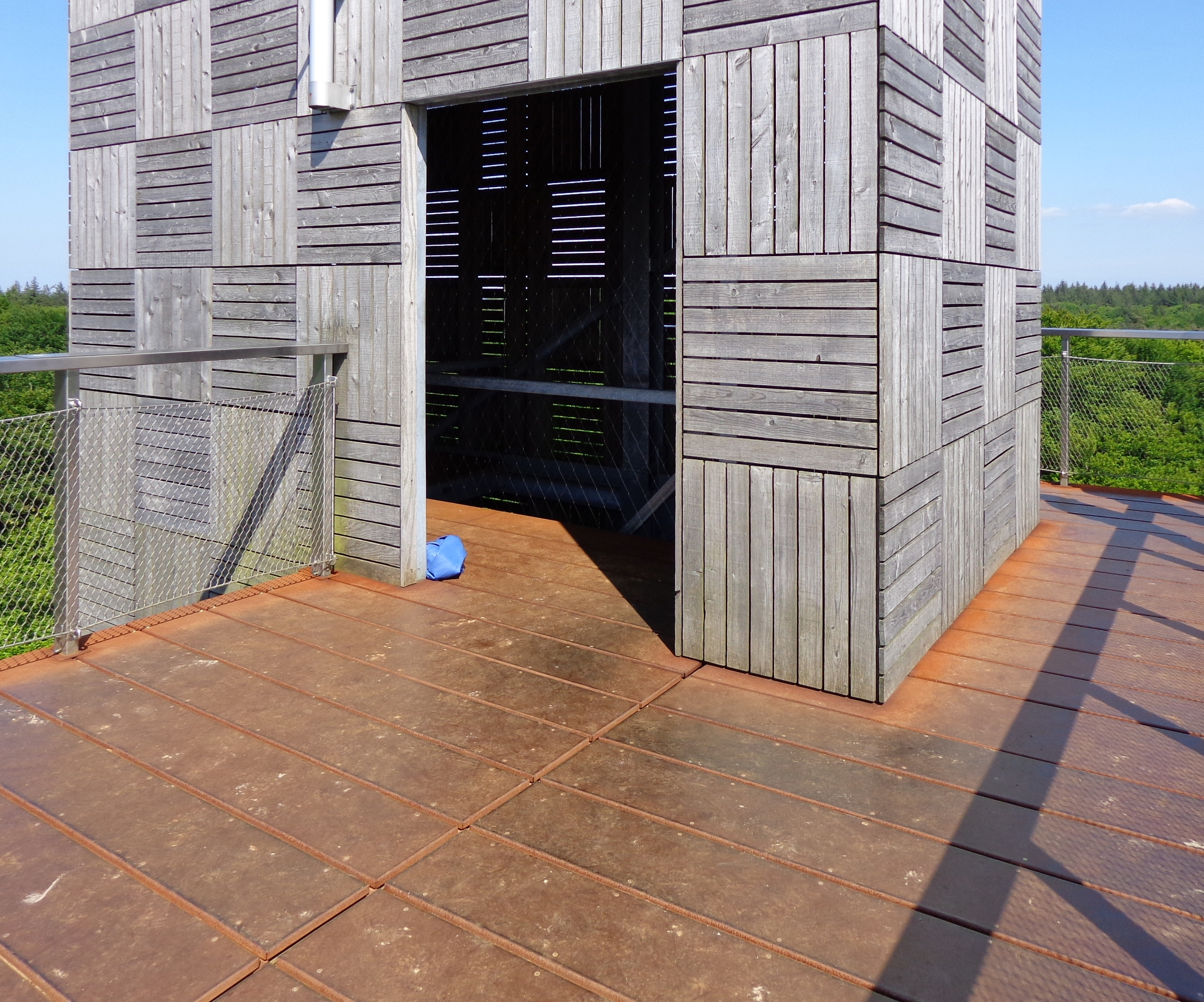
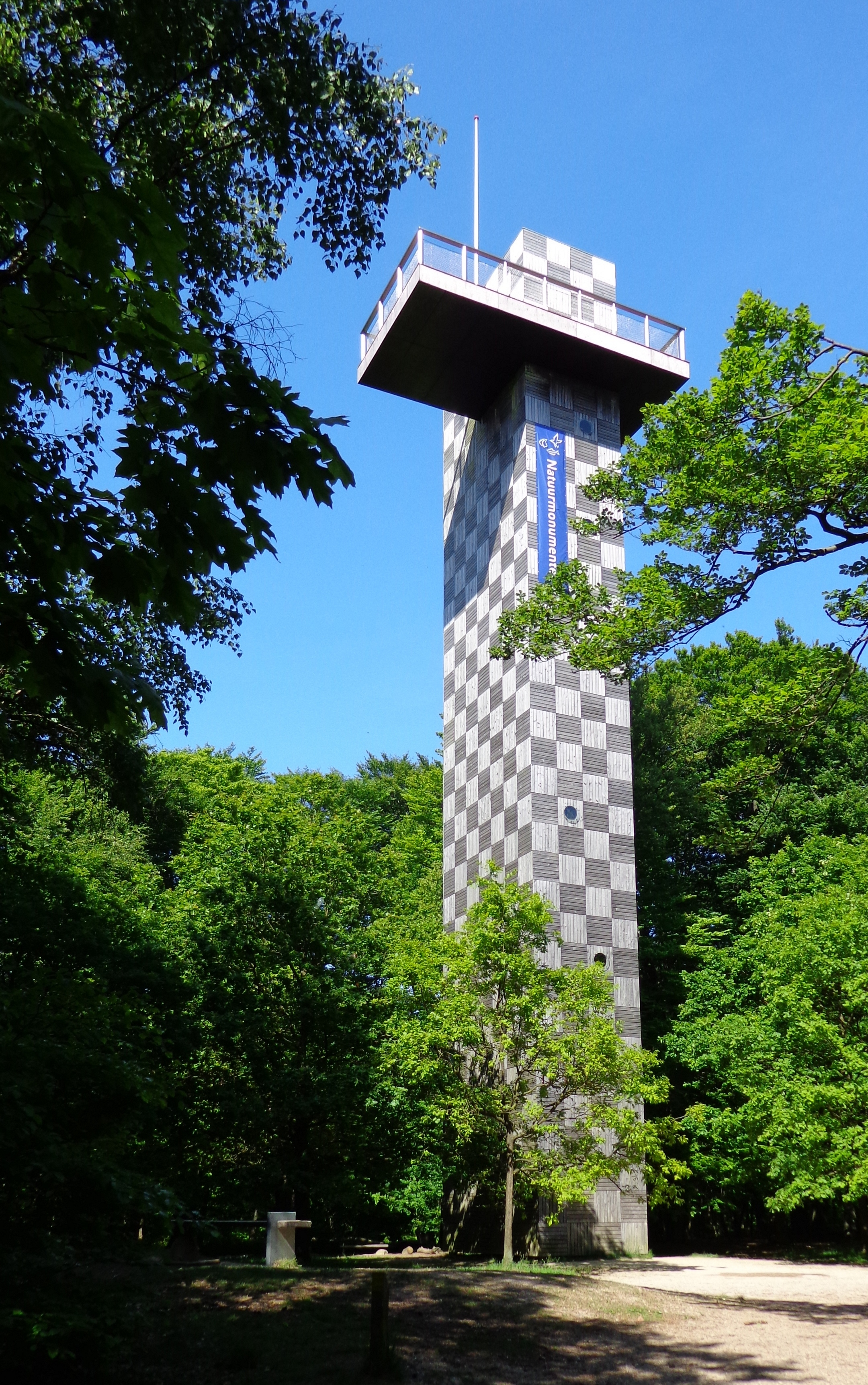